# Конденсація Бозе — Ейнштейна

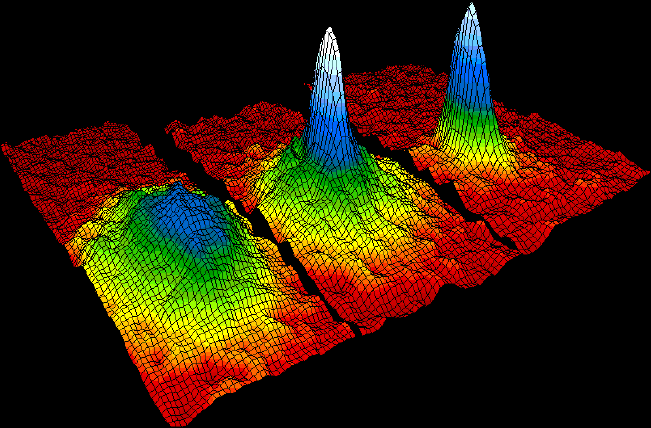
Тривимірний графік розподілу швидкостей атомів газу рубідію, що підтверджують відкриття нового стану матерії, конденсату Бозе — Ейнштейна. Ліворуч: якраз перед появою конденсату Бозе-Ейнштейна. По центру: щойно після появи конденсату. Праворуч: після подальшого випаровування залишається майже чистий конденсат.

Бозе-конденсація або конденсація Бозе — Ейнштейна  (БЕК) — явище надлишкового накопичення бозонів у стані з мінімальною енергією за температур, нижчих за певну критичну температуру.
Попри назву, йдеться не про реальну конденсацію на зразок зрідження газів, а радше про конденсацію у просторі енергій чи імпульсів. Бозе-конденсація відбувається не внаслідок взаємодії між бозонами (розглядається ідеальний бозе-газ), а внаслідок особливості розподілу Бозе — Ейнштейна.
У червні 2020 р. дослідники з NASA повідомили про успішне досягнення п’ятого стану речовини у Лабораторії холодного атома (Cold Atom Laboratory) на МКС.

## Теорія
Ймовірність того, що бозон перебуватиме у стані з енергією εn при температурі T, визначається розподілом Бозе — Ейнштейна
{\displaystyle f(\varepsilon _{n})={\frac {1}{e^{(\varepsilon _{n}-\mu )/k_{B}T}-1}}},
де μ — хімічний потенціал, T — температура, kB — стала Больцмана.
Оскільки ймовірність — додатна величина, хімічний потенціал у розподілі Бозе — Ейнштейна повинен бути меншим за енергію будь-якого стану системи.
Для системи N бозонів хімічний потенціал визначається з умови
{\displaystyle N=\sum _{n}f(\varepsilon _{n})=\sum _{n}{\frac {1}{e^{(\varepsilon _{n}-\mu )/k_{B}T}-1}}}
Це рівняння не має розв'язку з {\displaystyle \mu <\varepsilon _{0}}, де {\displaystyle \varepsilon _{0}} — енергія основного стану системи, за температури, меншої за певну критичну температуру T0. У такому разі характер розподілу докорінно змінюється:
- Ймовірність того, що бозон перебуватиме у стані з енергією, більшою за енергію основного стану, визначається розподілом Бозе — Ейнштейна:

з {\displaystyle \mu =0}. Кількість таких бозонів
{\displaystyle N_{\varepsilon >\varepsilon _{0}}=\sum _{n}{\frac {1}{e^{(\varepsilon _{n})/k_{B}T}-1}}}
- Решта {\displaystyle N-N_{\varepsilon >\varepsilon _{0}}} бозонів перебуватиме в основному стані з енергією {\displaystyle \varepsilon _{0}}.

Для газу бозонів із параболічним законом дисперсії критична температура визначається формулою:
{\displaystyle T_{0}={\frac {3,31}{k_{B}g^{2/3}}}{\frac {\hbar ^{2}}{m}}\left({\frac {N}{V}}\right)^{2/3}},
де g — зумовлений спіном фактор виродження, m — маса бозона, {\displaystyle \hbar } — приведена стала Планка.
Звідси видно, що критична температура тим вища, чим менша маса бозона.
{\displaystyle N_{\varepsilon >\varepsilon _{0}}=N\left({\frac {T}{T_{0}}}\right)^{3/2}}.
{\displaystyle N_{\varepsilon =\varepsilon _{0}}=N\left(1-\left({\frac {T}{T_{0}}}\right)^{3/2}\right)}

## Маніфестація Бозе-Ейнштейнівської конденсації у різних системах
Бозе-Ейнштейнівська конденсація експериментально спостерігалася у багатьох системах, що містять бозони. Конденсуватися можуть як реальні частинки (наприклад, атоми, фотони тощо) так і квазічастинки (наприклад, магнони, куперівські пари тощо). При Бозе-Ейнштейнівській конденсації змінюється основний стан системи, відповідно відбувається фазовий перехід, і фізичні властивості речовини значно змінюються.
Деякі матеріали, що містять Бозе-Ейнштейнівський конденсат, набувають нові властивості дуже корисні в техніці та промисловості, наприклад надпровідність. Проте в більшості випадків Бозе-Ейнштейнівська конденсація спостерігається за дуже низьких температур — біля абсолютного нуля. Це робить застосування Бозе-Ейнштейнівського конденсату важким та дуже непрактичним. Тому в більшості випадків спостереження явища БЕК являє суто наукових інтерес.

### Бозе-Ейнштейнівська конденсація у рідкому гелії He-4
БЕК атомів рідкого гелію He-4 спостерігається при температурах нижчих за 2.17 К (так звана лямбда точка), і призводить до надплинності цієї рідини — повної втрати в'язкості та утворення квантових вихрів. Вперше це явище спостерігалося у 1938 році Петром Капіцею, Джоном Алленом та Даном Мейснером.

### Бозе-Ейнштейнівська конденсація у рідкому гелії He-3
БЕК у рідкому гелії He-3 спостерігається при температурах нижчих за 2.491 мК. Атом He-3 на відміну від атому He-4 є ферміоном, а не бозоном, тому безпосередня конденсація атомів He-3 неможлива. Проте за дуже низьких температур атоми He-3 утворюють так звані куперівські пари, які підкорюються Бозе статистиці та можуть утворювати Бозе-Ейнштейнівський конденсат.
Вперше це явище спростерігалося у 1972 .

### Бозе-Ейнштейнівська конденсація в ультрахолодних газах
У принципі БЕК можуть зазнавати усі атоми-бозони. Ізотоп певного елемента є бозоном, якщо цей ізотоп містить парну кількість нейтронів (наприклад, атом гелію He-4 містить два нейтрони, і тому є бозоном, а атом гелію He-3 містить один нейтрон і є ферміоном). Важкі атоми мають коротшу довжину хвиль де Бройля, відповідно критична температура БЕК таких атомів має бути нижчою за температуру БЕК легких атомів (див. формулу для критичної температури у розділі з теорією). На практиці виявляється, що на сьогоднішній день такі температури дуже важко досягти, особливо для макроскопічної кількості речовини, навіть у найкращих наукових лабораторіях світу.
В 1995 році Ерік Корнел і Карл Віман спостерігали за розподілом швидкостей в розрідженому газі з приблизно 2000 атомів 87Ru при надзвичайно низькій температурі (< 170 нК) і побачили ознаки Бозе-Ейнштейнівської конденсації. Через чотири місяці Бозе-конденсацію спостерігав Вольфганґ Каттерле для системи атомів 23Na. У 2001 році Корнел, Вайман і Катерле отримали Нобелівську премію за це відкриття.

### Бозе-Ейнштейнівська конденсація куперівських пар у металах
Вільні електрони, що містяться у металах, мають спін 1/2 та підкорюються статистиці Фермі, тому вони не можуть безпосередньо кондесуватися. Проте у переважній більшості металів за низьких температур електрони утворюють куперівські пари – квазічастинки зі спіном 0 або 1. БЕК куперівських пар призводить до низькотемпературної надпровідності у металах – повної втрати електричного опору та ефекту Мейснера.
Ефект Мейснера призводить до цікавого та видовищного ефекту – так званої магнітної левітації – надпровідник у фазі БЕК може левітувати над магнітом тому, що магнітне поле повністю або частково виштовхується із товщі цього надпровідника, і як наслідок він не може наблизитися до магніту.
Вперше надпровідність спостерігалася у 1911 році Кармелінґ-Оннесом у ртуті при температурі 4,2 К.

### Бозе-Ейнштейнівська конденсація у купратах
БЕК у купратах (HgBa2Ca2Cu3O8+x, YBa2Cu3O7-x та інші) призводить до високотемпературної надпровідності. Наразі немає теорії, яка б повністю пояснювала це явище. Існує багато купратів, у яких температура фазового переходу вища за температуру кипіння рідкого азоту (77 К). Це дозволяє використовувати надпровідність у деяких приладах.

### Бозе-Ейнштейнівська конденсація магнонів у магнітних ізоляторах
Магнони – це квазічастинки зі спіном 1 і підкорюються Бозе статистиці, тому вони можуть зазнавати БЕК при певних значеннях температури та зовішнього магнітного поля, що відіграє для магнонів роль хімічного потенціалу. У фазі БЕК змінюються термодинамічні властивості магнітного ізолятору: теплоємність та магнітна сприйнятливість.
Вперше БЕК магнонів спостерігалася у 1999 році у димерізованому магнітному ізоляторі {\displaystyle {\ce {TlCuCl3}}} при температурах 2 – 4 К та магнітних полях 6 – 7 Тесла . Подальші дослідження виявили БЕК магнонів у багатьох інших магнітних ізоляторах: {\displaystyle {\ce {KCuCl3}}}, {\displaystyle {\ce {Sr3Cr2O8}}}, {\displaystyle {\ce {Pb2V3O9}}}, {\displaystyle {\ce {BaCuSi2O6}}}, {\displaystyle {\ce {Ba3Mn2O8}}}, {\displaystyle {\ce {(CuCl)LaNb2O7}}} тощо .

### Бозе-Ейнштейнівська конденсація фотонів
У листопаді 2010-го було отримано перший конденсат Бозе — Ейнштейна з фотонів.

### Бозе-Ейнштейнівська конденсація поляритонів
У червні 2017 року була опублікована наукова стаття, в якій заявляється про спостереження БЕК квазічастинок поляритонів. У статті також заявляється, що фазовий перехід спостерігається при кімнатних температурах.